# Instruktor-wykładowca ratownictwa WOPR
Instruktor-wykładowca ratownictwa WOPR – najwyższy stopień w Wodnym Ochotniczym Pogotowiu Ratunkowym. Instruktor-wykładowca uprawniony jest do pracy w ratownictwie wodnym oraz prowadzenia kursów szkoleniowych wszystkich stopni.
Instruktor-wykładowca ratownictwa WOPR musi posiadać wykształcenie wyższe oraz 2-letnią działalność w stopniu Instruktora WOPR. Decyzję o nadaniu stopnia podejmuje Prezydium Zarządu Głównego WOPR.